# Lil’ Mama
Lil’ Mama (eigentlich Niatia Jessica Kirkland; * 4. Oktober 1989 in New York City) ist eine US-amerikanische Rapperin.

## Leben
Zurzeit steht sie bei dem Label Jive Records unter Vertrag.
Lil' Mama ist außerdem auf dem Remix der Singles Girlfriend von Avril Lavigne, Umbrella von Rihanna und dem Song Amazed von Vanessa Hudgens vertreten und wirkte im Video von Beautiful Girls von Sean Kingston mit. Sie war auch für die MTV Video Music Awards mit ihrer Single Lip Gloss nominiert, den Award gewann allerdings Rihanna mit Umbrella. Außerdem sitzt sie in der Jury von Americas Best Dance Crew.

## Diskografie

### Studioalben
- 2008: VYP (Voice of the Young People)

### Mixtapes
- 2015: Take me Back

### Singles
- 2007: Lip Gloss
- 2007: G-Slide (Tour Bus)
- 2008: Shawty Get Loose (feat. T-Pain & Chris Brown)
- 2008: What It Is (Strike a Pose) (feat. T-Pain)
- 2010: Doughboy (feat. Mishon Ratliff)
- 2010: Hustler Girl (feat. Shawn Marvel, Mitch and A Dot)
- 2011: Scrawberry
- 2011: NY NY LA LA (feat. Snoop Dogg)
- 2011: On & On & On
- 2012: Bad at Me
- 2015: Sausage
- 2015: Too Fly
- 2016: Summer Sixteen (Views)
- 2016: WORK
- 2018: Shoe Game